# من، خودم و من
«من، خودم و من» (به انگلیسی: Me, Myself and I) تک‌آهنگی از هنرمند اهل ایالات متحده آمریکا بیانسه است. این ترانه از آلبوم اول بیانسه با نام به طرز خطرناکی عاشق می باشد.